# Unleashed (zespół muzyczny)
Unleashed – szwedzka grupa muzyczna wykonująca death metal. Powstała w 1989 w Kungsängen z inicjatywy Johnny’ego Hedlunda (znanego z występów w grupie muzycznej Nihilist) oraz Roberta Sennebäcka (ex Dismember). Zespół do 2008 roku nagrał dziewięć albumów studyjnych pozytywnie ocenianych przez krytyków muzycznych. Zespół dał szereg koncertów na całym świecie i uczestniczył w licznych festiwalach: Wacken Open Air, Unholy Fest, Metalmania, Party San czy Neurotic Deathfest.

## Historia

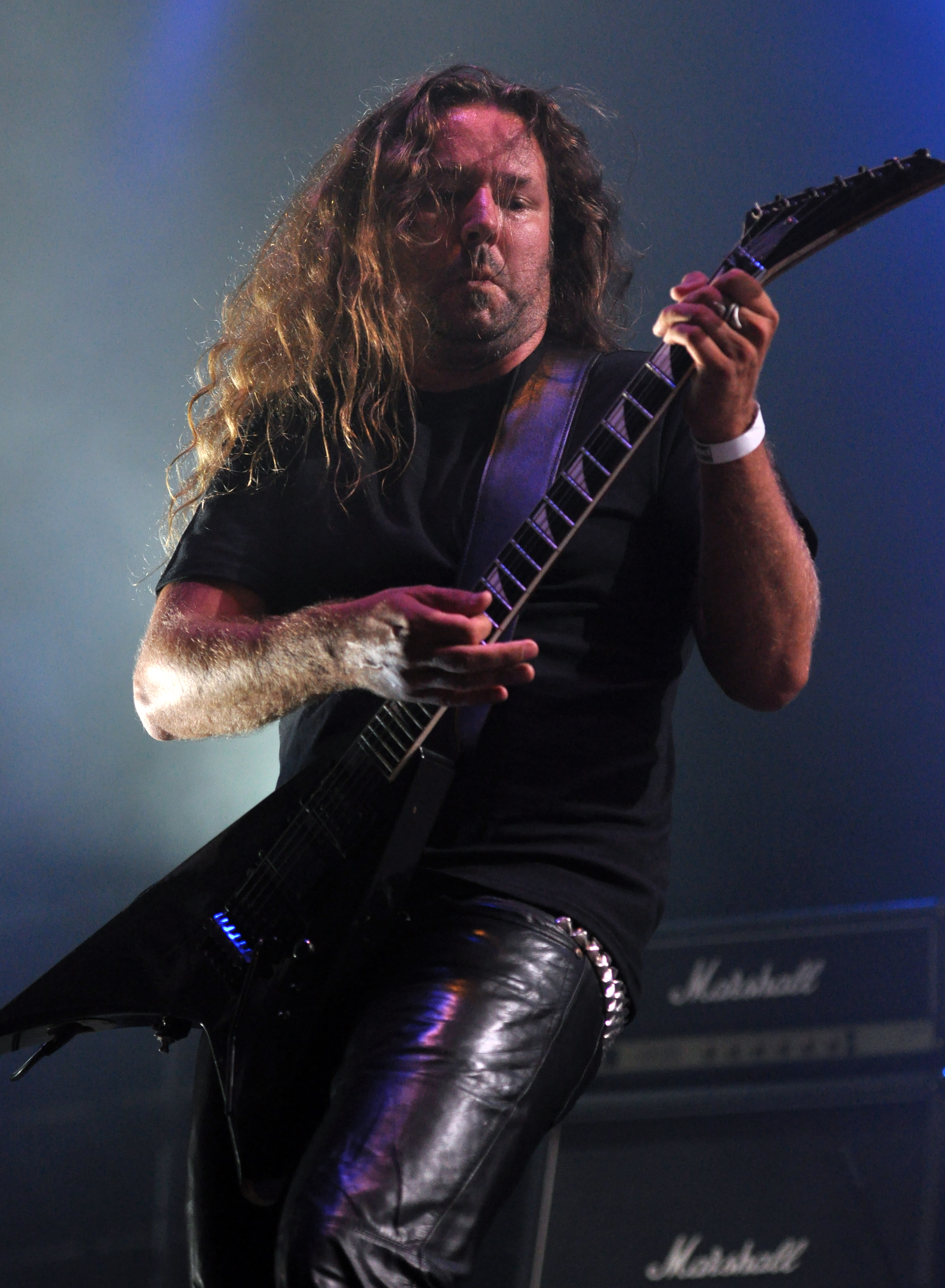
Fredrik Folkare, 2013

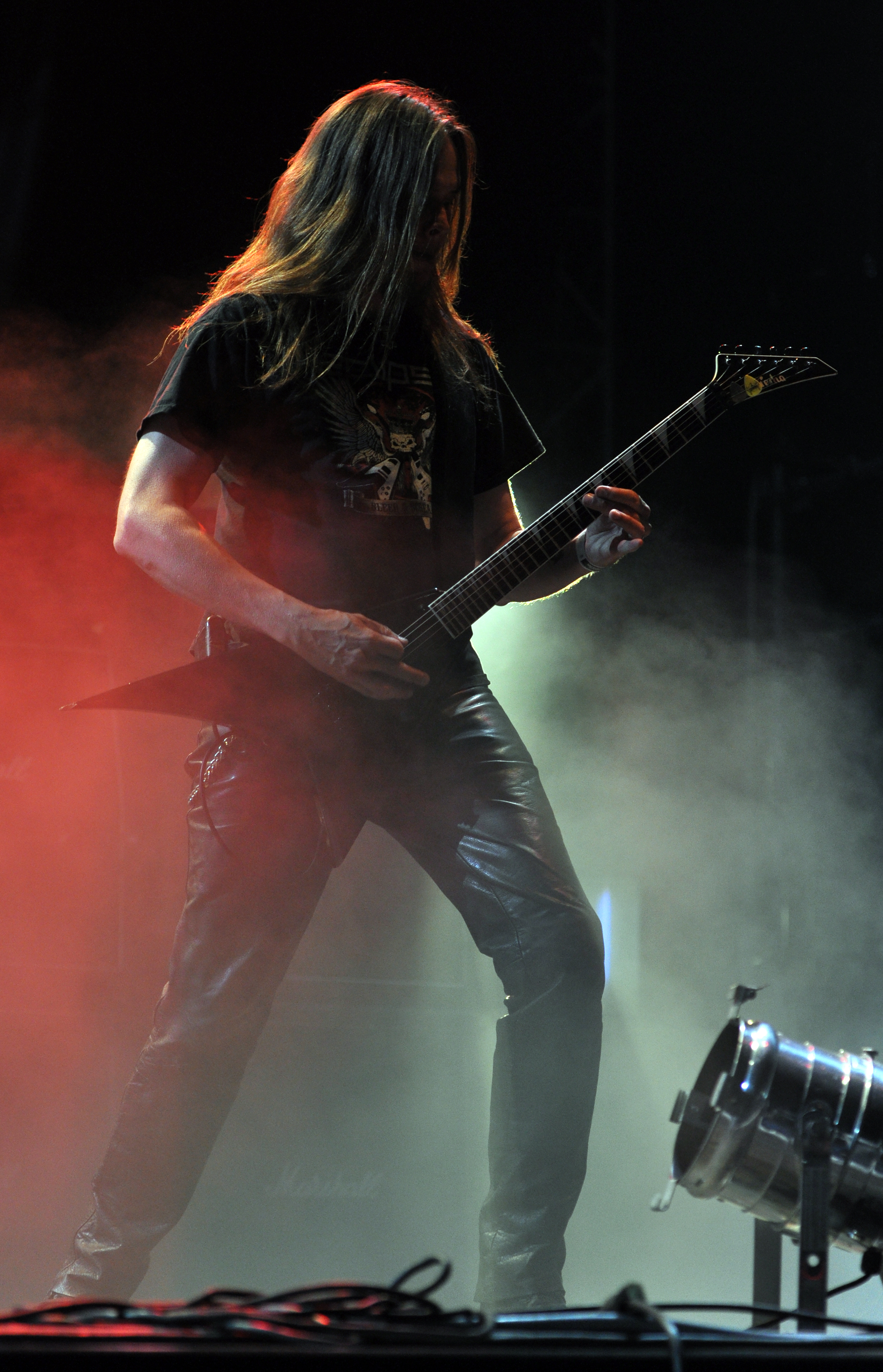
Thomas Olsson, 2013

Zespół powstał w 1989 roku w Kungsängen z inicjatywy Johnny’ego Hedlunda, zaraz po rozstaniu się z grupą muzyczną Nihilist. Jednym z muzyków, który go wsparł bezpośrednio przy zakładaniu zespołu jest gitarzysta Robert Sennebäck (w tym czasie dalsze losy zespołu Dismember stały pod znakiem zapytania). Hedlund do współpracy zaprosił jeszcze gitarzystę Fredrika Lindgrena i perkusistę Andersa Schultza. W marcu 1990 roku ukazało się pierwsze demo zespołu zatytułowane The Utter Dark. We wrześniu tego samego roku ukazały się demo ....Revenge, a w grudniu sampler Century Media Promo Tape. Również w 1991 została wydana kompilacja z wybranymi utworami Asphyx, Loudblast, Grave i Tiamat zatytułowany In the Eyes of Death oraz minialbum And the Laughter Has Died...
Jeszcze w 1991 roku, w dniu 1 maja został wydany pierwszy album grupy pt. Where No Life Dwells. Płyta została zrealizowana w Woodhouse Studios w Dortmundzie we współpracy z producentem muzycznym Waldemarem Sorychtą. Wydawnictwo było promowane podczas trasy koncertowej w Europie i Stanach Zjednoczonych wraz z amerykańskim zespołem Morbid Angel.
1 maja 1992 roku ukazał się drugi album pt. Shadows in the Deep ponownie zrealizowany z Sorychtą. Wkrótce potem zespół odbył europejską trasę koncertową wraz zespołami Tiamat i Samael. Następnie Unleashed wystąpił wielokrotnie w Stanach Zjednoczonych poprzedzając występy Cannibal Corpse. Rok później 1 października ukazał się pierwszy album koncertowy Live in Vienna ’93.
1 października również w 1993 roku ukazał się trzeci album zatytułowany Across the Open Sea. Na płycie ukazała się m.in. interpretacja utworu Breaking the Law heavymetalowej grupy Judas Priest.
W dniu 27 lutego 1995 roku ukazał się czwarty album pt. Victory. Była to ostatnia płyta z udziałem gitarzysty Fredrika Lindgrena, którego zastąpił Fredrik Folkare. 19 listopada 1996 roku ukazał się drugi album koncertowy pt. Eastern Blood – Hail to Poland.
5 czerwca 1997 r. został wydany piąty album pt. Warrior. Tego samego roku zespół zawiesił działalność. Członkowie zespołu postanowili poświęcić się innym projektom muzycznym. W 2001 roku zespół wznowił działalność i przystąpił do prac nad nowym albumem. Johnny Hedlund o pracach nad albumem:

Unleashed przygotowuje w studiu kolejny atak na gatunek ludzki. Już nagraliśmy perkusję, a teraz nagrywamy niektóre partie gitar. Pracowałem też trochę nad wokalami. Nagrania potrwają przez luty i mamy nadzieję, że pod koniec miesiąca wszystko będzie gotowe.

Natomiast w 2002 roku ukazały się wznowione wersje płyt grupy.
29 kwietnia tego samego roku (2002) nakładem Century Media Records ukazał się szósty album pt. Hell’s Unleashed. 8 grudnia 2003 roku została wydana kompilacja pt. ...And We Shall Triumph in Victory.
26 lipca 2004 roku ukazał się siódmy album pt. Sworn Allegiance. Płyta została nagrana i zmiksowana przez Fredrika Folkare w Chrome Studios i zmasterowana przez Petera In de Betou. Wydawnictwo było promowane do listopada podczas koncertów w Europie wraz z Yattering i In Battle. W marcu 2006 roku zespół wystąpił na festiwalu Metalmania w Katowicach podczas którego w zastępstwie za Andersa Schultza na perkusji zagrał Jonas Tyskhagen. Natomiast w lipcu grupa podpisała kontrakt płytowy z wytwórnią muzyczną SPV.
10 października tego samego roku (2006) ukazał się ósmy album pt. Midvinterblot. Natomiast w listopadzie Unleashed wziął udział w trasie koncertowej Masters Of Death wraz z Dismember, Grave i Entombed. Na początku 2007 roku odbyła się trasa koncertowa w Stanach Zjednoczonych. Koncerty Unleashed poprzedziły grupy Krisiun, Belphegor i Hatesphere. Jesienią tego samego roku zespół odbył europejską trasę koncertową wraz z black metalową grupa Marduk.
9 czerwca 2008 roku nakładem SPV ukazał się dziewiąty album Unleashed Hammer Battalion. Według Nielsen SoundScan w przeciągu tygodnia od dnia premiery w Stanach Zjednoczonych płyta sprzedała się w nakładzie 370 egzemplarzy. W ramach promocji w Belgradzie w Serbii został zrealizowany teledysk do utworu pt. Black Horizon. Ponadto jako headliner zespół odbył trasę koncertową Hammer Battalion w Europie. Koncerty poprzedziły występy Krisiun, One Man Army i The Undead Quartet. 24 października tego samego roku została wydana również kompilacja Viking Raids 1991–2004 Natomiast 7 grudnia została wydana kompilacja Immortal Glory, a tego samego dnia zespół wystąpił w warszawskim klubie Progresja. Na początku 2009 roku zespół odbył trasę koncertową Battalion North Tour w Skandynawii wraz z Belphegor, Devian i Diabolical. Tego samego roku zespół podpisał kontrakt płytowy z wytwórnią muzyczną Nuclear Blast.
19 marca 2010 roku ukazał się dziesiąty album Unleashed zatytułowany As Yggdrasil Trembles. Na longplayu znalazł się cover grupy Death pt. Evil Dead.

## Muzycy
| Obecny skład zespołu - Johnny Hedlund – wokal, gitara basowa (od 1989) - Tomas Olsson – gitara (od 1990) - Fredrik Folkare – gitara (od 1995) - Anders Schultz – perkusja (od 1989) |

| Byli członkowie zespołu - Fredrik Lindgren – gitara (1989–1995) - Robert Sennebäck – wokal, gitara (1989–1990) |

| Muzycy koncertowi - Jonas Tyskhagen – perkusja (2006, od 2023) - Pete Sandoval – perkusja (1991) |

## Dyskografia
opracowano na podstawie materiału źródłowego
Dema

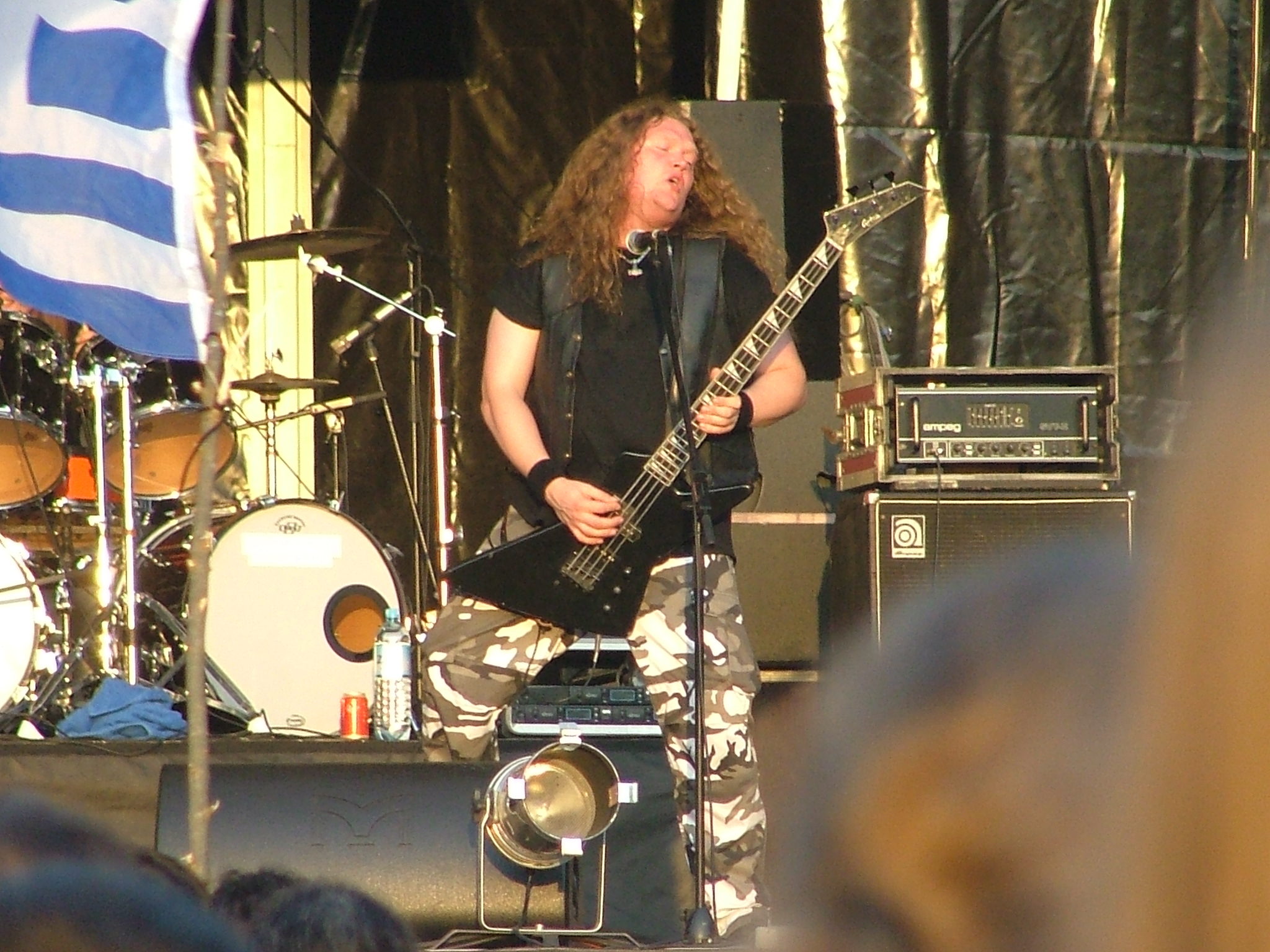
Johnny Hedlund podczas koncertu na festiwalu Metalcamp 19 lipca 2007 roku

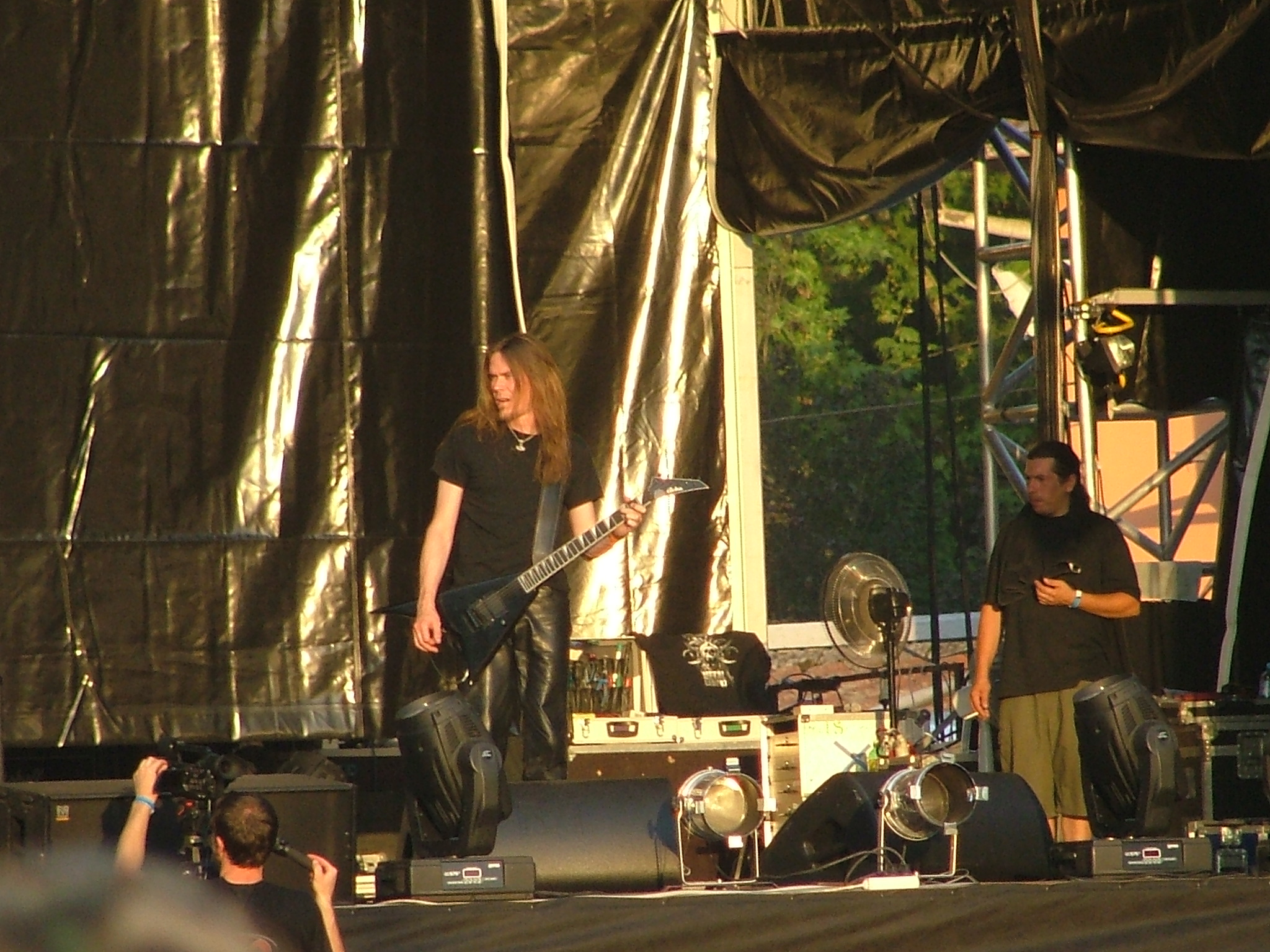
Unleashed podczas koncertu na festiwalu Metalcamp w 19 lipca 2007 roku

- The Utter Dark (1990, wydanie własne)
- …Revenge (1990, wydanie własne)
- Century Media Promo Tape (1990, Century Media Records)

Minialbumy i splity
- In the Eyes of Death (1991, Century Media Records, split)
- And The Laughter has died... (1991, Century Media Records, EP)
- The Hunt for White Christ (EP & Rarities) (2018, Legacy Magazine, EP)
- No Sign of Life EP (2021, Legacy Magazine, EP)
- Fire Upon Your Lands EP (2025, Legacy Magazine, EP)

Albumy studyjne
- Where No Life Dwells (1991, Century Media Records)
- Shadows in the Deep (1992, Century Media Records)
- Across the Open Sea (1993, Century Media Records)
- Victory (1995, Century Media Records)
- Warrior (1997, Century Media Records)
- Hell’s Unleashed (2002, Century Media Records)
- Sworn Allegiance (2004, Century Media Records)
- Midvinterblot (2006, SPV GmbH)
- Hammer Battalion (2008, SPV GmbH)
- As Yggdrasil Trembles (2010, Nuclear Blast)
- Odalheim (2012, Nuclear Blast)[42]
- Dawn of the Nine (2015, Nuclear Blast)
- The Hunt for White Christ (2018, Napalm Records)
- No Sign of Life (2021, Napalm Records)
- Fire Upon Your Lands (2025, Napalm Records)

Albumy koncertowe
- Live in Vienna ’93 (1993, Century Media Records)
- Eastern Blood – Hail To Poland (1996, Century Media Records)

Kompilacje
- ...And We Shall Triumph In Victory (2003, Century Media Records)
- Viking Raids 1991–2004 (2008, Century Media Records)
- Immortal Glory (2008, Century Media Records)

## Nagrody i wyróżnienia
| Rok  | Kategoria                                          | Nagroda                 | Uwagi      |
| ---- | -------------------------------------------------- | ----------------------- | ---------- |
| 2011 | The Best Death Metal Album (As Yggdrasil Trembles) | Metal Storm Awards 2010 | 12 miejsce |